# Samtgemeinde Walkenried

Lage der ehemaligen Samtgemeinde im ehemaligen Landkreis Osterode am Harz

Die Samtgemeinde Walkenried lag am Rande des Südharzes im Landkreis Osterode am Harz. Sie und die Samtgemeinde Hattorf am Harz waren die zwei Samtgemeinden im Landkreis. Die Samtgemeinde bestand aus den Gemeinden Walkenried, Wieda und Zorge.
Zum 1. November 2016 wurde die Samtgemeinde in die Einheitsgemeinde Walkenried umgewandelt. Gleichzeitig wurden die Landkreise Osterode am Harz und Göttingen aufgelöst und ein neuer Landkreis Göttingen gebildet.

## Geografie
Die Samtgemeinde Walkenried mit ihren drei Gemeinden Walkenried, Wieda und Zorge lag im Dreieck der Bundesstraßen 4, 27 und 243 am Südrand des Harzes. Walkenried und Zorge sind staatlich anerkannte Luftkurorte, Wieda gilt als heilklimatischer Kurort.
Die ursprünglich bewaldete Walkenrieder Sumpflandschaft wurde ab dem 12. Jahrhundert durch die Mönche des anliegenden Zisterzienserklosters Walkenried in eine reichhaltige Teichlandschaft mit einem fruchtbaren Ackerland umgewandelt.
365 Teiche wurden von den Mönchen angelegt, um der Überlieferung nach für jeden Tag des Jahres einen Teich zum Abfischen zur Verfügung zu haben. Heute sind allerdings nur 50 davon nachweisbar. Alle Teiche befinden sich in einem Natur- und Vogelschutzgebiet. Einige Teiche werden heute durch den örtlichen Sportfischereiverein bewirtschaftet.
Das Gebiet der Samtgemeinde lag zwischen 280 und 710 m ü. NN.
Nächstgelegene Städte
- 15 km Nordhausen
- 25 km Duderstadt
- 30 km Osterode am Harz
- 30 km Wernigerode
- 40 km Goslar
- 48 km Göttingen

## Geschichte
Walkenried wurde im Jahr 1085 erstmals erwähnt. Historischer Mittelpunkt ist das 1127 errichtete Zisterzienserkloster Walkenried.
Eine insbesondere 2014 geführte Diskussion über einen freiwilligen Zusammenschluss der Samtgemeinde mit der Nachbarstadt Bad Sachsa scheiterte. Daher wurde die freiwillige Umwandlung der Samtgemeinde in die Einheitsgemeinde Walkenried zum 1. November 2016 beschlossen und umgesetzt.

## Politik

### Samtgemeinderat
Der letzte Samtgemeinderat setzte sich aus 14 Ratsfrauen und Ratsherren folgender Parteien zusammen:
- CDU: 6 Sitze
- SPD: 5 Sitze
- Bürgerverein Zorge (BVZ): 2 Sitze
- Einzelbewerber Steffen Blau: 1 Sitz

(Stand: Kommunalwahl am 11. September 2011)

### Samtgemeindebürgermeister
Nach einigen Querelen wurde am 20. Januar 2013 der bisherige Kämmerer der Samtgemeinde Dieter Haberlandt als Einzelbewerber mit 48,69 % der abgegebenen Stimmen zum letzten Samtgemeindebürgermeister gewählt.
Bisherige Amtsinhaber
- 2012–2016: Dieter Haberlandt (Einzelbewerber)
- 1999–2012: Frank Uhlenhaut (SPD)

### Wappen
Das Kommunalwappen der Samtgemeinde Walkenried wurde aus den Hauptsymbolen der Wappen seiner drei Mitgliedsgemeinden zusammengesetzt. Das Wappen wurde am 14. Mai 1975 vom hildesheimischen Regierungspräsidenten genehmigt. Nach der Auflösung der Samtgemeinde Walkenried, hat die Gemeinde Walkenried das Wappen am 1. November 2016 übernommen.
| Wappen von Samtgemeinde Walkenried | Blasonierung: „Unter blauem Schildhaupt, darin ein schwebender goldener Abtstab mit silbernem Velum und nach unten gekehrter Krümme, gespalten durch eine aufsteigende, eingebogene goldene Spitze, rechts in Rot ein halber schreitender silberner Hirsch, links ein rot-silbern geschachtes Feld.“ |
| Wappen von Samtgemeinde Walkenried | Wappenbegründung: Walkenried, berühmt wegen seiner Klosterruine, war einst Mittelpunkt eines kleinen geistlichen Staatswesens im Heiligen Römischen Reich Deutscher Nation. Deshalb spielt der goldene Abtstab, der an die Äbte erinnert, in dem Wappen, das die Territorialgeschichte Walkenrieds erzählt die Hauptrolle. Der halbe schreitende silberne Hirsch erinnert an die frühere Zugehörigkeit zur Grafschaft Klettenberg, später Grafschaft Hohnstein-Klettenberg, welche das rot-silberne geschachte Feld im Wappen führte. Die goldene Spitze dient lediglich zur Trennung der beiden unteren Felder. |

## Verkehr

### Schienenverkehr

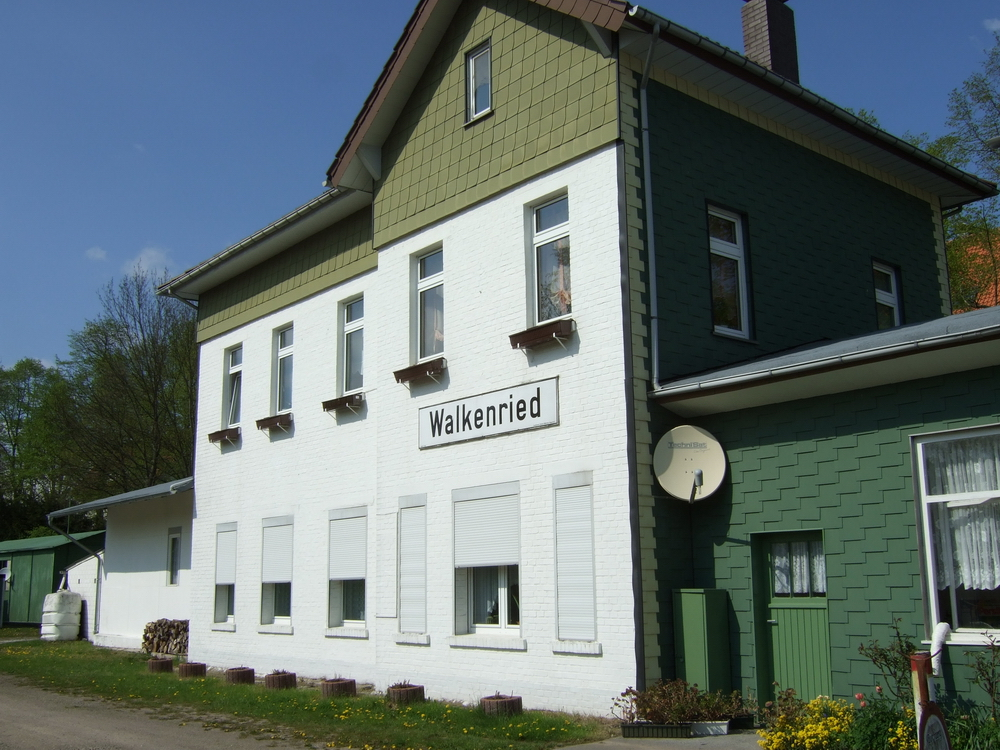
Ehem. SHE-Bahnhof Walkenried

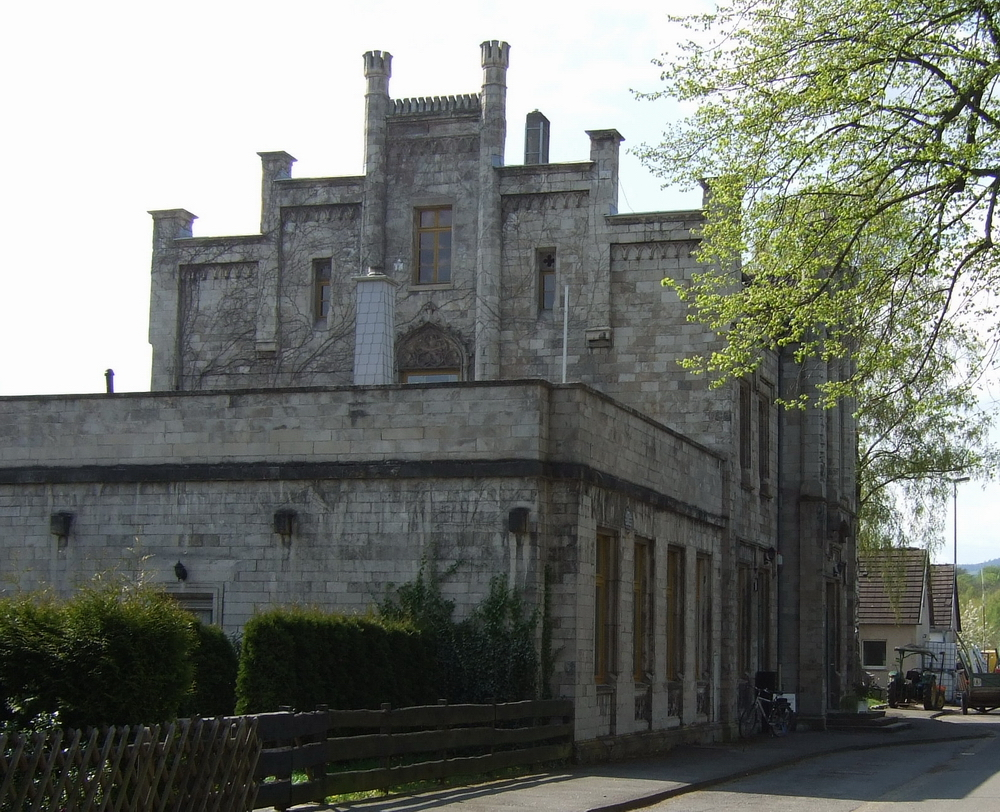
Ehem. Staatsbahn-Bahnhof Walkenried

Walkenried liegt an der Südharzstrecke. Am neuen Bahnhof im Ortszentrum halten stündlich Regionalbahnen der DB Regio nach Northeim und Nordhausen. Der alte Bahnhof liegt ein kurzes Stück weiter Richtung Northeim, dort endeten bis zur Wende alle Personenzüge. Früher begann in Walkenried auch die meterspurige Schmalspurbahn Walkenried–Braunlage/Tanne, welche aber später durch die heutige Buslinie 470 ersetzt wurde. 1963 wurde der letzte Streckenteil endgültig stillgelegt.

### ÖPNV
Walkenried ist über 2 Buslinien mit dem Umland verbunden, wobei aber nur die Linie 470 auch an Sonn- und Feiertagen verkehrt.
Die Linie 470 bindet auch den abgelegenen Ortsteil Zorge an, während die Linie 472 auch den abgelegenen Ortsteil Wieda anbindet. Am Bahnhof sowie im Ortszentrum am ehem. Kloster befinden sich kleine Busbahnhöfe. Beide Buslinien werden von Hahne Reisen betrieben.
- 470: Bad Sachsa – Walkenried – Zorge – Hohegeiß – Braunlage
- 472: Bad Sachsa – Walkenried – Wieda

## Sehenswürdigkeiten

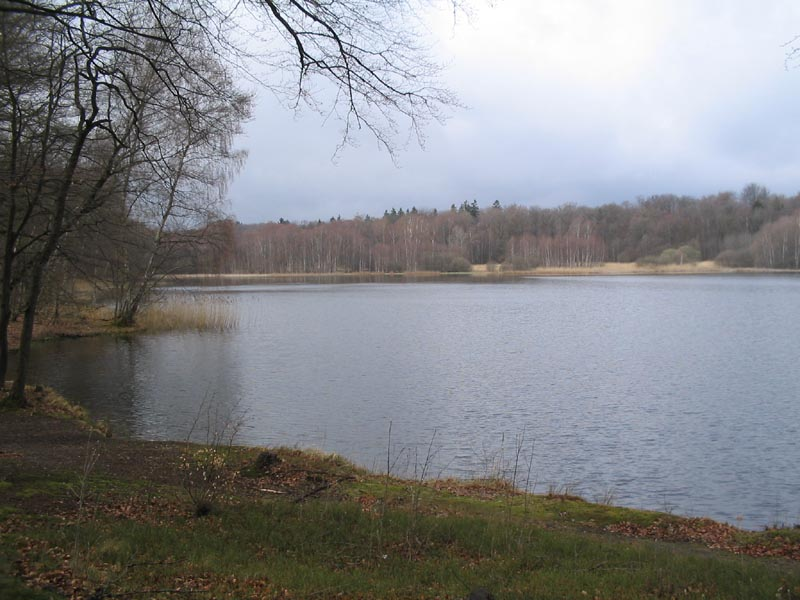
Priorteich westlich von Walkenried

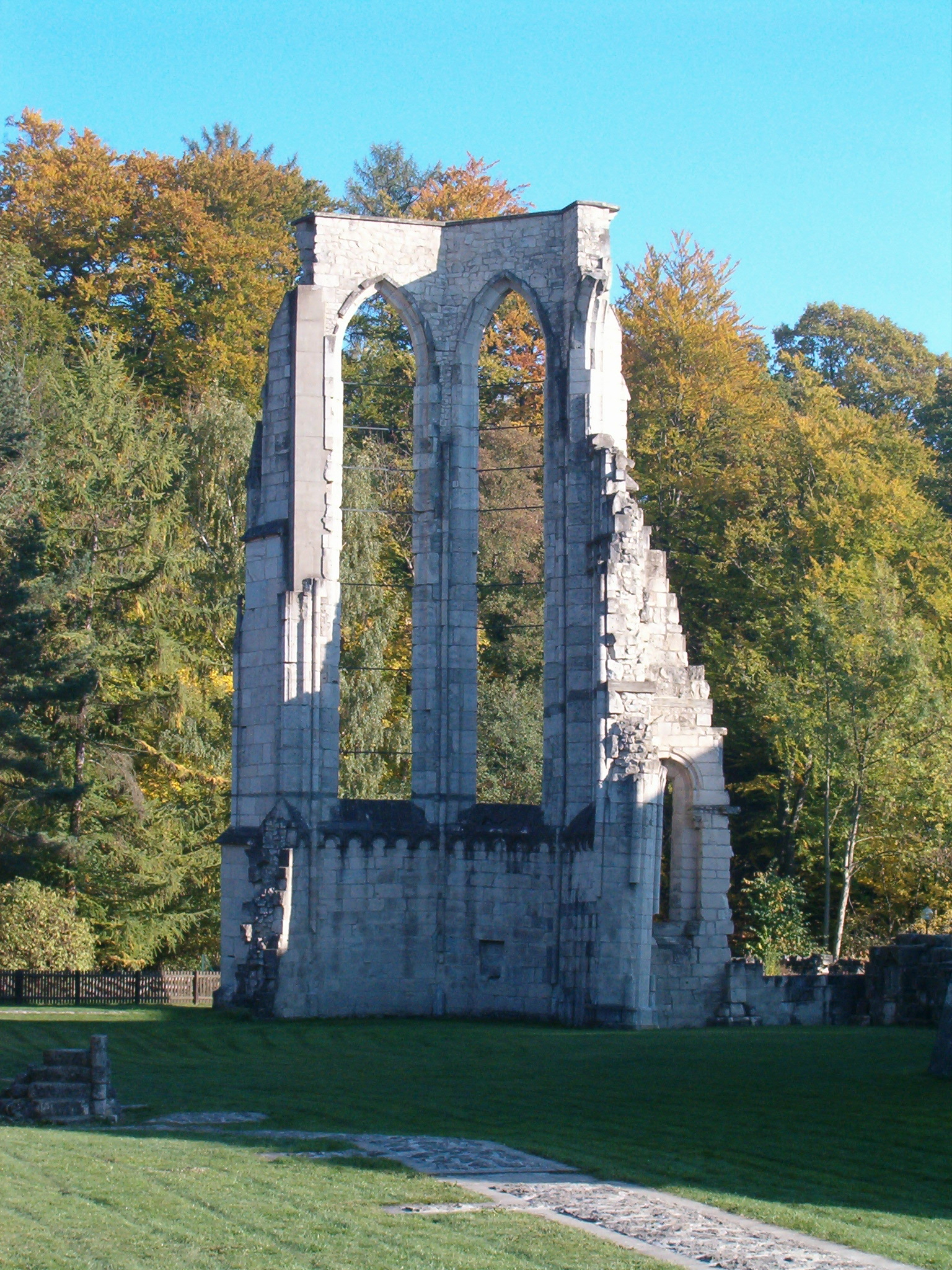
Ruine der ehemaligen Klosterkirche

- Die kulturhistorische Teichlandschaft bietet ein im Harz einzigartiges Wandergebiet.
- Das ehemalige Zisterzienserkloster Walkenried aus dem 12. Jahrhundert wurde umfangreich saniert und kann unter fachkundiger Führung besichtigt werden. Im Kreuzgang des ehemaligen Klosters finden jeden Sommer die Walkenrieder Klosterkonzerte statt.